# Robert Rede
Sir Robert Rede KS (fallecido el 7 u 8 de enero de 1519) fue un Lord Chief Justice (Juez Principal) de la Chief Justice of the Common Pleas de Inglaterra.

## Biografía
Rede era hijo de William Rede de Wrangle, Lincolnshire, un comerciante de Calais, y su esposa Joan. Fue admitido en el Lincoln's Inn en 1467 (aunque podría haber sido previamente miembro del Clement's Inn) y dio su primera lectura allí en 1481. En 1486 fue nombrado Serjeant-at-law, seguido de un ascenso en 1494 a Serjeant del Rey, y un nombramiento en 1495 como juez de la Corte del Banco del Rey, donde sirvió durante 10 años bajo Sir John Fineux, y fue nombrado caballero por sus servicios en 1501. Fue transferido a la Corte de Common Pleas en 1506 y ascendido a Juez Principal, cargo que ocupó hasta su muerte. Rede también sirvió como uno de los ejecutores del testamento del Rey Enrique VII.
Rede se casó con la hija de John Alfegh (o Alphay), otro miembro del Lincoln's Inn, y bajo los términos de su acuerdo matrimonial adquirió tierras en Hoo. Alfegh había construido Bore Place en Chiddingstone, Kent, y esta propiedad pasó más tarde a Rede y su esposa en 1489 bajo los términos del testamento de Alfegh.
Rede murió el 7 u 8 de enero de 1519. Dejó un estipendio anual de £4 para financiar tres cátedras en el Jesus College, Cambridge, una para lógica, otra para filosofía moral y otra para humanidades. Aunque estas posiciones habían sido proporcionadas desde 1480, el estipendio ayudó a asegurar la posición. Desde 1858, el fondo se ha utilizado para apoyar una sola conferencia anual, conocida como la Conferencia Rede, una práctica que ha continuado hasta el día de hoy.

## Matrimonio y descendencia
En la década de 1470, Rede se casó con Margaret Alfegh, hija de John Alphegh, con quien tuvo dos hijos y cinco hijas:
1. Edmund Rede (f. 1501), quien falleció antes que su padre.[1]
2. John Rede, quien se convirtió en miembro del Inner Temple y falleció antes que su padre.[1]
3. Mary Rede, quien se casó con Sir William Barantyne.[1][3]
4. Jane Rede, quien se casó con John Caryll (f. 1523), Serjeant-at-law.[1][3]
5. Bridget Rede (f. 1558), quien se casó con Thomas Willoughby (f. 1545) del Lincoln's Inn, Justicia de las Pleas Comunes. Heredó Bore Place bajo el testamento de su padre.[1][3]
6. Dorothy Rede, quien se casó con Edward Wotton (f. 1551) del Lincoln's Inn. Heredó una casa en St Sepulchre's, Londres, bajo el testamento de su padre.[1][3]
7. Elizabeth Rede, monja en West Malling, Kent.[1][3]